# Неронов декрет
Нероновият декрет е писмен документ, издаден от Адолф Хитлер на 19 март 1945 и заповядващ разрушаване на цялата германска инфраструктура, за да се избегне използването ѝ от вече навлезлите дълбоко в Германия сили на Съюзниците. Официално се нарича „Унищожаване на територията на Райха“, но става популярен в историята като Неронов декрет по името на римския император Нерон, за когото се предполага, че е предизвикал опожаряването на Рим през 64 г.
Според текста на декрета трябва да бъдат унищожени всички военни транспортни и комуникационни средства, промишлени предприятия и складове. Алберт Шпеер, министър на въоръженията и военната промишленост на Третия Райх, не приема заповедта на Хитлер да бъдат унищожени промишлените предприятия.
Хитлер се самоубива на 30 април 1945, 42 дни след като издава декрета. Шпеер се предава на 7 май 1945, в деня, когато германският генерал Алфред Йодл подписва документа, удостоверяващ пълната капитулация на Третия Райх.